# Pobres criaturas
Pobres criaturas (en inglés: Poor Things) es una película hiberno-anglo-estadounidense de 2023 dirigida y coproducida por Yorgos Lanthimos. El guion, de Tony McNamara, está basado en la novela homónima de Alasdair Gray publicada en 1992. El papel protagonista corre a cargo de Emma Stone junto a Mark Ruffalo, Willem Dafoe y Ramy Youssef. También intervienen Jerrod Carmichael, Christopher Abbott y Hanna Schygulla. La película mezcla comedia oscura, fantasía, ciencia ficción, aventuras, romance gótico, misterio dramático y épico.  
La trama se centra en Bella Baxter (Emma Stone), una joven inglesa que vive en el Londres steampunk retrofuturista de la época victoriana y que, después de haber sido crudamente resucitada por un científico tras su suicidio, se escapa con un abogado libertino para embarcarse en una aventura en una odisea de autodescubrimiento, empoderamiento y liberación sexual.  
La película fue la ganadora del León de Oro a la mejor película en la 80.ª edición del Festival Internacional de Cine de Venecia. Tras su lanzamiento, la película recibió críticas generalmente positivas y fue aclamada la interpretación de Stone. En los Premios Globo de Oro fue ganadora en la categoría de "Mejor película de comedia o musical" y "Mejor Actriz" para Stone. Fue candidata para trece categoría en los Premios de la Crítica Cinematográfica, incluyendo "Mejor Película". En la lista de las mejores películas de 2023 del National Board of Review, "Pobres criaturas" fue seleccionada. Además, ha recaudado 117 millones de dólares en todo el mundo y estuvo nominada en once categorías en la 77.ª edición de los Premios BAFTA y en la 96.ª edición de los Premios Óscar.

## Argumento
En Londres, el estudiante de Medicina Max McCandles se convierte en asistente del excéntrico cirujano Godwin Baxter, quien le pide le ayude a documentar un experimento. Al llegar a la casa de Baxter, Max conoce a Bella, una chica que actúa como una niña pequeña. Godwin revela que Bella, mientras se encontraba embarazada, se suicidó lanzándose desde un puente al río. Él la resucitó y reemplazó su cerebro con el de su hija no nacida, dándole así la mentalidad de una infante.
Conforme su cerebro se desarrolla, Bella siente curiosidad por el mundo exterior. Motivado por Godwin, Max le pide a Bella su mano en matrimonio. Bella acepta, pero escapa con un promiscuo abogado, Duncan Wedderburn. Después de dejar ir a Bella, Godwin comienza un nuevo experimento con una mujer más joven, Felicity, quien madura mucho más lento que Bella. Bella y Duncan se embarcan en un viaje que comienza en Lisboa, donde tienen sexo frecuentemente. Cuando Duncan empieza a perder control sobre Bella, decide llevarla en un crucero. Bella se hace amiga de Martha y Harry, quienes abren su mente a la filosofía. Duncan intenta detener su crecimiento sin éxito, y cae en el alcoholismo y las apuestas. Durante una parada en Alejandría, Bella es testigo del sufrimiento de la gente pobre, lo cual termina perturbándola. Bella entrega las ganancias de las apuestas de Duncan a un par de miembros de la tripulación, quienes prometen entregar el dinero a los necesitados. Incapaces de seguir pagando por el resto del viaje, Bella y Duncan son bajados de la nave en Marsella y llegan por sus propios medios hasta París.
En su búsqueda de dinero y un lugar para quedarse, Bella comienza a trabajar en un burdel. Duncan, furioso, tiene un ataque de locura y Bella lo abandona. En el burdel, Bella queda bajo la tutela de madame Swiney e inicia una relación con otra prostituta, Toinette, quien le enseña de socialismo. Godwin, desahuciado, le pide a Max que traiga a Bella de vuelta. Max la localiza después de rastrear a Duncan, quien ha terminado en un hospital psiquiátrico. En Londres, Bella se reconcilia con Godwin y decide seguir adelante con su plan de casarse con Max. La boda es interrumpida por Duncan y el general Alfie Blessington. Alfie se refiere a Bella como Victoria, declara que ambos estaban casados antes de que ella desapareciera y decide reclamarla. Bella abandona a Max para investigar más sobre su vida pasada y descubre la naturaleza violenta y sádica de Alfie, dándose cuenta de que se suicidó para escapar de él.
Alfie confina a Bella en su mansión y, junto a otro médico, planea someterla a un procedimiento de mutilación genital. Alfie obliga a Bella a tomar un sedante, pero ella se lo lanza a la cara, lo que provoca que se dispare en el pie y posteriormente se desmaye. Bella decide no matar a Alfie pero, para evitar que tome represalias en su contra, utiliza el mismo método que Godwin utilizó con ella y le trasplanta el cerebro de una cabra. Godwin muere pacíficamente con Bella y Max a su lado. Tiempo después, Bella se encuentra tomando una copa de martini en el jardín de la casa junto con Max, Toinette, Felicity y Alfie, quien actúa como una cabra.

## Reparto
- Emma Stone como Bella Baxter/Victoria Blessington
- Mark Ruffalo como Duncan Wedderburn
- Willem Dafoe como el doctor Godwin Baxter
- Ramy Youssef como Max McCandless
- Christopher Abbott como Alfie Blessington
- Kathryn Hunter como Porcina
- Jerrod Carmichael como Harry Astley
- Hanna Schygulla como Martha Von Kurtzroc
- Margaret Qualley como Felicity
- Vicki Pepperdine como Mrs. Prim
- Suzy Bemba como Toinette
- Tom Stourton como Steward
- Wayne Brett como sacerdote
- Carminho como Mujer cantante de fado
- Jerskin Fendrix como Músico del restaurante de Lisboa

## Producción

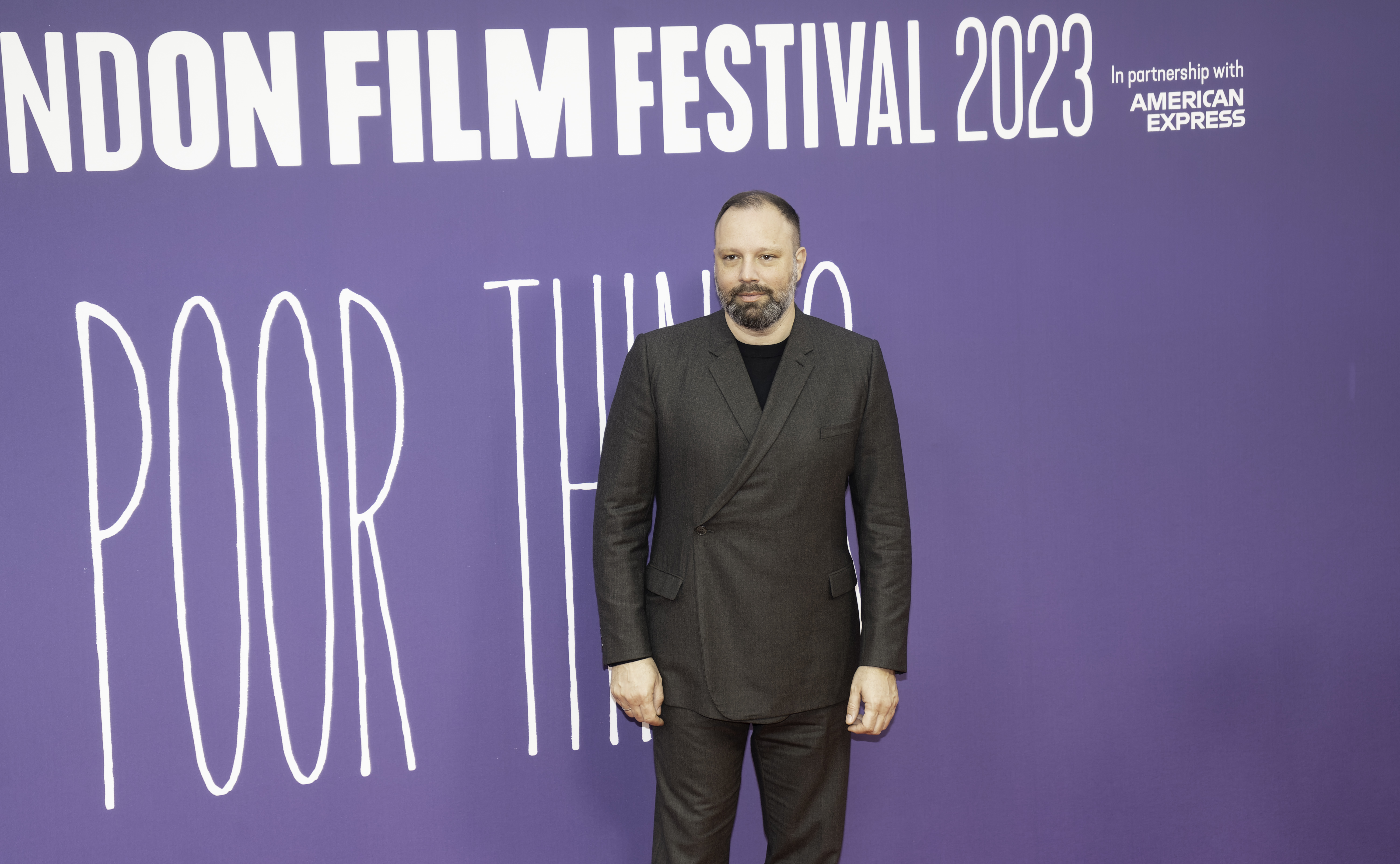
El director Yorgos Lanthimos en la presentación del filme en el London Film Festival (2023).

En febrero de 2021 trascendió a los medios que el proyecto cinematográfico reuniría a Yorgos Lanthimos y Emma Stone y que el rodaje comenzaría en otoño de 2021. Willem Dafoe entró en negociaciones para unirse al elenco el mes siguiente. En abril de ese año, Ramy Youssef estaba en conversaciones con la productora. En mayo se confirmaría que Dafoe y Youssef habían firmado sus contratos, como Mark Ruffalo y Jerrod Carmichael.
En septiembre, se seleccionó a Christopher Abbott y dos meses después a Margaret Qualley y Suzy Bemba. También Kathryn Hunter reveló que tendría un papel en la película.

### Rodaje
El rodaje comenzó en agosto de 2021 en Budapest, Hungría, en los estudios Origo y finalizó en diciembre del mismo año. Se trata del primer largometraje rodado parcialmente con película cinematográfica reversible en color Ektachrome de 35 mm de Kodak desde su resurgimiento en 2018.

### Uso de coordinación de intimidad
La actriz Emma Stone asumió con este proyecto el desafío de interpretar uno de los personajes más arriesgados de su carrera. Consciente de la dificultad para Stone, el director contrató a Elle McAlpine, una «coordinadora de intimidad» para mediar entre el equipo técnico y el artístico en el rodaje de escenas con contenido erótico o sexual.

### Vestuario
El vestuario fue diseñado por Holly Waddington, quien usó tonos pastel, vestidos con volantes, botines, minishorts, conjuntos de la corriente dark academia para resaltar la atmósfera y mezclar los códigos estilísticos. La inspiración procede del universo Schiaparelli y de las siluetas de la época victoriana descompuestas y reinterpretadas, resaltando que el tamaño del abullonado era directamente proporcional a la riqueza y relevancia social de quien lo llevaba. 
Waddington señaló que “el busto es lo que la cámara encuadra la mayor parte del tiempo, así que la información debe pasar entre la cintura y la cabeza”. Aunque las mangas pueden parecer un obstáculo al movimiento, también lo protegen y lo intensifican en el espacio.

## Música
La música original de la película fue compuesta por el músico pop Jerskin Fendrix, en su debut como compositor, y presenta 21 pistas en el álbum de la banda sonora. Fue lanzado por Milan Records junto con la fecha de estreno de la película, el 8 de diciembre de 2023.

## Estreno
Como consecuencia de la huelga de actores iniciada el 14 de julio de 2023, su proyección en los cines de Estados Unidos y Reino Unido fue retrasada hasta el 8 de diciembre de ese año, tres meses después de la fecha prevista inicialmente. En Argentina se estrenó el 8 de noviembre en el Festival de Cine de Mar del Plata fuera de la competición oficial, en España se estrenó el 10 de octubre de 2023 en el Festival de Sitges y el 20 de noviembre por la Premiere de Barcelona.
| Fechas de estreno (Fuente: IMDb). |                                                                |                |                                                             |
| País                              | Fecha de estreno                                               | País           | Fecha de estreno                                            |
| Italia                            | 1 de septiembre de 2023 En el Festival de Cine de Venecia      | Estados Unidos | 2 de septiembre de 2023 En el Festival de Cine de Telluride |
| Hungría                           | 8 de septiembre de 2023                                        | Finlandia      | 21 de septiembre de 2023                                    |
| Suiza                             | 28 de septiembre de 2023                                       | Alemania       | 29 de septiembre de 2023                                    |
| Reino Unido                       | 14 de octubre de 2023 En el London Film Festival               | Japón          | 28 de octubre de 2023                                       |
| Argentina                         | 8 de noviembre de 2023 En el Festival de Cine de Mar del Plata | Suecia         | 8 de noviembre de 2023                                      |
| España                            | 21 de noviembre de 2023 Premiere de Barcelona                  | Estados Unidos | 8 de diciembre de 2023 En Cines                             |
| Canadá                            | 15 de diciembre de 2023                                        | Grecia         | 1 de enero de 2024                                          |
| Israel                            | 11 de enero de 2024                                            | Francia        | 17 de enero de 2024                                         |
| Australia                         | 18 de enero de 2024                                            | Dinamarca      | 18 de enero de 2024                                         |
| Ucrania                           | 18 de enero de 2024                                            | Polonia        | 19 de enero de 2024                                         |
| Sudáfrica                         | 19 de enero de 2024                                            | Venezuela      | 25 de enero de 2024                                         |
| Perú                              | 25 de enero de 2024                                            | Brasil         | 1 de febrero de 2024                                        |
| Países Bajos                      | 8 de febrero de 2024                                           | Taiwán         | 8 de febrero de 2024                                        |
| Hong Kong                         | 29 de febrero de 2024                                          | Corea del Sur  | 6 de marzo de 2024                                          |

## Recepción

### Crítica

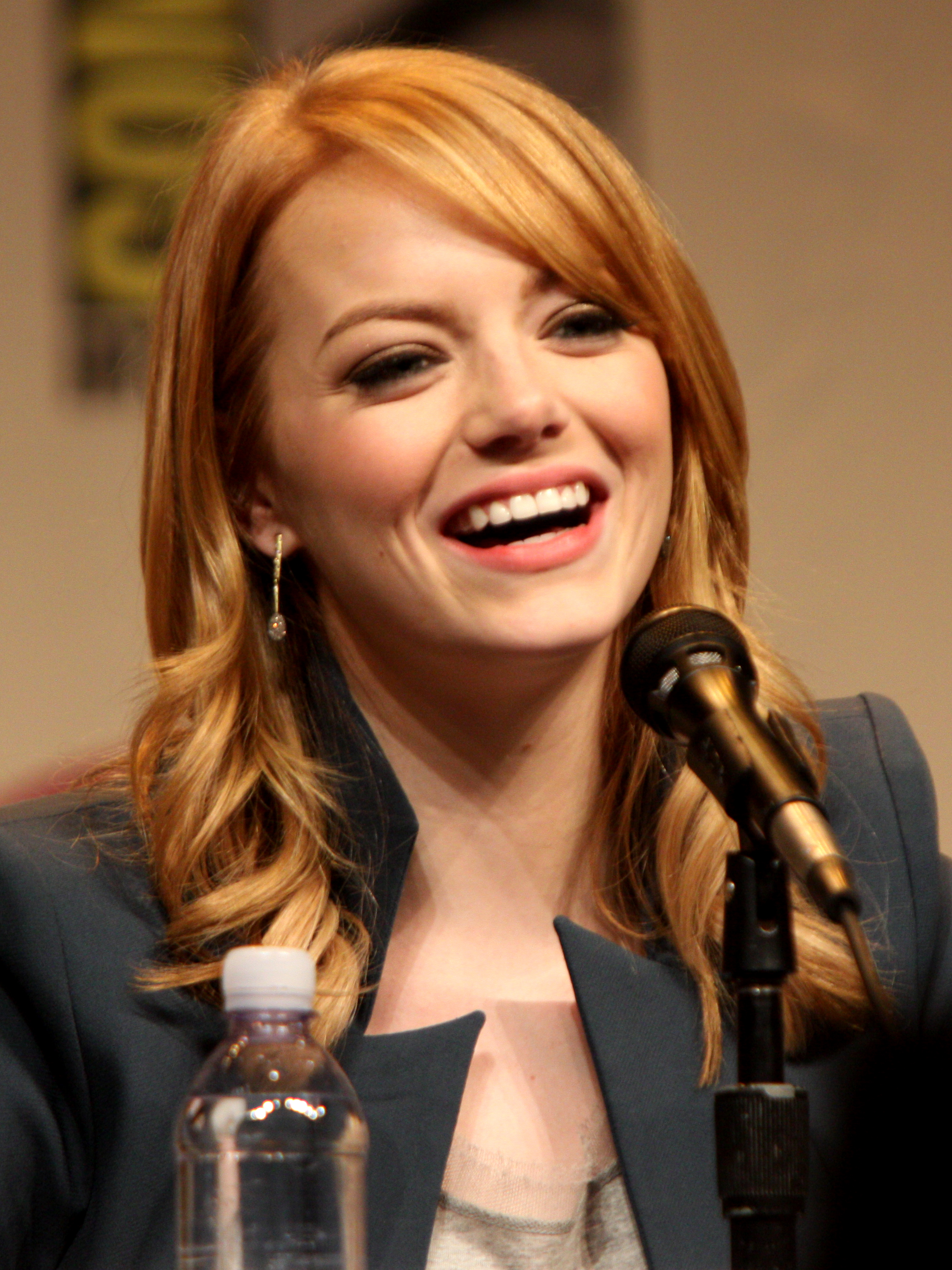
La interpretación de Emma Stone recibió elogios de la crítica y llevó el Oscar de mejor actriz.

En el sitio web agregador de reseñas Rotten Tomatoes, el 92% de las reseñas de 67 críticos son positivas, con una calificación promedio de 9,1/10. El consenso del sitio web dice: «Tremendamente imaginativa y estimulantemente exagerada, Pobres criaturas es un tour de force extraño y brillante para el director Yorgos Lanthimos y la estrella Emma Stone». Metacritic, que utiliza un promedio ponderado, asignó a la película una puntuación de 88 sobre 100, basada en 25 críticas, lo que indica «aclamación universal».
Stephanie Zacharek, de Time, escribió que Pobres criaturas es «la mejor película de Lanthimos hasta ahora, una imagen extraña y hermosa que extiende la generosidad tanto a sus personajes como a la audiencia», con una actuación de Stone «maravillosa: vital, exploratoria, casi lunar en su perfecta rareza». Peter Bradshaw, de The Guardian, la calificó de «epopeya cómica virtuosa» y agregó que Stone había ofrecido una «actuación hilarante, más allá del siguiente nivel».
Para David Rooney, de The Hollywood Reporter, estamos ante un «cuento de hadas increíblemente divertido». Nicholas Barber, de BBC Culture, encontró la película «escandalosa e hilarante», en la línea de otros creadores como Wes Anderson y Terry Gilliam. La reseña también señaló que el escenario realista de la novela del siglo xix se había cambiado a un fantástico «País de las Maravillas steam-punk», y que parte de su humor satírico y la mayoría de sus temas socialistas y feministas habían sido atenuados. Para Tommaso Koch, crítico de cine de El País, el filme de Lanthimos es «un enloquecido viaje hasta los límites del sexo, los esquemas sociales y el libre albedrío».
Por otro lado, Angelica Bastien señaló en su crítica para Vulture que el mayor logro de la película es el vestuario de Holly Waddington, mientras que la historia en sí limita el autodescubrimiento de su personaje principal únicamente a sus interacciones con otros hombres, de manera que es una fantasía masculina juvenil de lo que es la maduración de una mujer.

### Premios
Proyectada en la tercera jornada de la Mostra de Venecia en su 80.ª edición, Pobres criaturas acabó llevándose el León de Oro a la mejor película. Tras el visionado,

el jurado [...] solo tuvo que confirmar la evidencia: que ‘Pobres criaturas’, con su salvaje y satírico retrato de una mujer de espíritu libertario enfrentada al conservadurismo de la sociedad, era la película más importante de la Mostra de este año.
Manu Yáñez

| Premio                                             | Fecha                   | Categoría                                         | Nominados                                                                      | Resultado     | Ref.          |
| -------------------------------------------------- | ----------------------- | ------------------------------------------------- | ------------------------------------------------------------------------------ | ------------- | ------------- |
| Premios Oscar                                      | 10 de marzo de 2024     | Mejor Película                                    | Ed Guiney, Andrew Lowe, Yorgos Lanthimos y Emma Stone                          | Nominada      | [ 29 ]        |
| Premios Oscar                                      | 10 de marzo de 2024     | Mejor Dirección                                   | Yorgos Lanthimos                                                               | Nominada      | [ 29 ]        |
| Premios Oscar                                      | 10 de marzo de 2024     | Mejor Actriz                                      | Emma Stone                                                                     | Ganadora      | [ 29 ]        |
| Premios Oscar                                      | 10 de marzo de 2024     | Mejor Actor de Reparto                            | Mark Ruffalo                                                                   | Nominado      | [ 29 ]        |
| Premios Oscar                                      | 10 de marzo de 2024     | Mejor guion adaptado                              | Tony McNamara                                                                  | Nominada      | [ 29 ]        |
| Premios Oscar                                      | 10 de marzo de 2024     | Mejor Banda Sonora                                | Jerskin Fendrix                                                                | Nominada      | [ 29 ]        |
| Premios Oscar                                      | 10 de marzo de 2024     | Mejor Diseño de Producción                        | Production Design: James Price and Shona Heath; Set Decoration: Zsuzsa Mihalek | Ganadora      | [ 29 ]        |
| Premios Oscar                                      | 10 de marzo de 2024     | Mejor Fotografía                                  | Robbie Ryan                                                                    | Nominado      | [ 29 ]        |
| Premios Oscar                                      | 10 de marzo de 2024     | Mejor diseño de maquillaje y peinado              | Nadia Stacey, Mark Coulier y Josh Weston                                       | Ganadora      | [ 29 ]        |
| Premios Oscar                                      | 10 de marzo de 2024     | Mejor Diseño de Vestuario                         | Holly Waddington                                                               | Ganadora      | [ 29 ]        |
| Premios Oscar                                      | 10 de marzo de 2024     | Mejor Montaje                                     | Yorgos Mavropsaridis                                                           | Nominada      | [ 29 ]        |
| American Film Institute Awards                     | 7 de diciembre de 2023  | Top 10 películas del año                          | Pobres criaturas                                                               | Ganadora      | [ 30 ]        |
| Astra Film and Creative Arts Awards                | 6 de enero de 2024      | Mejor director                                    | Yorgos Lanthimos                                                               | Nominado      | [ 31 ]        |
| Astra Film and Creative Arts Awards                | 6 de enero de 2024      | Mejor actriz                                      | Emma Stone                                                                     | Nominada      | [ 31 ]        |
| Astra Film and Creative Arts Awards                | 6 de enero de 2024      | Mejor guion adaptado                              | Tony McNamara                                                                  | Nominado      | [ 31 ]        |
| Astra Film and Creative Arts Awards                | 26 de febrero de 2024   | Mejor fotografía                                  | Robbie Ryan                                                                    | Nominado      | [ 31 ]        |
| Astra Film and Creative Arts Awards                | 26 de febrero de 2024   | Mejor diseño de vestuario                         | Holly Waddington                                                               | Ganadora      | [ 31 ]        |
| Astra Film and Creative Arts Awards                | 26 de febrero de 2024   | Mejor diseño de producción                        | James Price y Shona Heath                                                      | Nominados     | [ 31 ]        |
| Astra Film and Creative Arts Awards                | 26 de febrero de 2024   | Mejor peinado y maquillaje                        | Nadia Stacey                                                                   | Nominada      | [ 31 ]        |
| Astra Film and Creative Arts Awards                | 26 de febrero de 2024   | Mejor banda sonora                                | Jerskin Fendrix                                                                | Nominado      | [ 31 ]        |
| Astra Film and Creative Arts Awards                | 26 de febrero de 2024   | Mejores efectos visuales                          | Pobres criaturas                                                               | Nominado      | [ 31 ]        |
| Boston Society of Film Critics                     | 10 de diciembre de 2023 | Mejor actriz                                      | Emma Stone                                                                     | Subcampeona   | [ 32 ]        |
| Boston Society of Film Critics                     | 10 de diciembre de 2023 | Mejor actor de reparto                            | Mark Ruffalo                                                                   | Subcampeón    | [ 32 ]        |
| Boston Society of Film Critics                     | 10 de diciembre de 2023 | Mejor fotografía                                  | Robbie Ryan                                                                    | Subcampeón    | [ 32 ]        |
| Premios BAFTA                                      | 18 de febrero de 2024   | Mejor Película                                    | Ed Guiney, Yorgos Lanthimos, Andrew Lowe & Emma Stone                          | Nominados     | [ 33 ]        |
| Premios BAFTA                                      | 18 de febrero de 2024   | Mejor Actriz                                      | Emma Stone                                                                     | Ganadora      | [ 33 ]        |
| Premios BAFTA                                      | 18 de febrero de 2024   | Mejor Guion Adaptado                              | Tony McNamara                                                                  | Nominado      | [ 33 ]        |
| Premios BAFTA                                      | 18 de febrero de 2024   | Mejor Fotografía                                  | Robbie Ryan                                                                    | Nominado      | [ 33 ]        |
| Premios BAFTA                                      | 18 de febrero de 2024   | Mejor Montaje                                     | Yorgos Mavropsaridis                                                           | Nominado      | [ 33 ]        |
| Premios BAFTA                                      | 18 de febrero de 2024   | Mejor Diseño de Vestuario                         | Holly Waddington                                                               | Ganadora      | [ 33 ]        |
| Premios BAFTA                                      | 18 de febrero de 2024   | Mejor Diseño de Producción                        | Shona Heath, Zsuzsa Mihalek, y James Price                                     | Ganadores     | [ 33 ]        |
| Premios BAFTA                                      | 18 de febrero de 2024   | Mejor Peinado y Maquillaje                        | Nadia Stacey                                                                   | Ganadora      | [ 33 ]        |
| Premios BAFTA                                      | 18 de febrero de 2024   | Mejor Banda Sonora                                | Jerskin Fendrix                                                                | Nominado      | [ 33 ]        |
| Premios BAFTA                                      | 18 de febrero de 2024   | Mejor Efectos Especiales                          | Simon Hughes                                                                   | Ganador       | [ 33 ]        |
| Premios BAFTA                                      | 18 de febrero de 2024   | Mejor Película Británica                          | Yorgos Lanthimos, Ed Guiney, Andrew Lowe, Emma Stone & Tony McNamara           | Nominados     | [ 33 ]        |
| Camerimage                                         | 18 de noviembre de 2023 | Golden Frog                                       | Yorgos Lanthimos                                                               | Nominado      | [ 34 ]        |
| Camerimage                                         | 18 de noviembre de 2023 | Bronze Frog                                       | Yorgos Lanthimos                                                               | Ganador       | [ 34 ]        |
| Camerimage                                         | 18 de noviembre de 2023 | Premio del público                                | Yorgos Lanthimos                                                               | Ganador       | [ 34 ]        |
| Asociación de Críticos de Cine de Chicago          | 12 de diciembre de 2023 | Mejor película                                    | Pobres criaturas                                                               | Nominada      | [ 35 ]        |
| Asociación de Críticos de Cine de Chicago          | 12 de diciembre de 2023 | Mejor director                                    | Yorgos Lanthimos                                                               | Nominado      | [ 35 ]        |
| Asociación de Críticos de Cine de Chicago          | 12 de diciembre de 2023 | Mejor actriz                                      | Emma Stone                                                                     | Ganadora      | [ 35 ]        |
| Asociación de Críticos de Cine de Chicago          | 12 de diciembre de 2023 | Mejor actor de reparto                            | Mark Ruffalo                                                                   | Nominado      | [ 35 ]        |
| Asociación de Críticos de Cine de Chicago          | 12 de diciembre de 2023 | Mejor guion adaptado                              | Tony McNamara                                                                  | Nominado      | [ 35 ]        |
| Asociación de Críticos de Cine de Chicago          | 12 de diciembre de 2023 | Mejor dirección de arte y diseño de producción    | James Price y Shona Heath                                                      | Nominados     | [ 35 ]        |
| Asociación de Críticos de Cine de Chicago          | 12 de diciembre de 2023 | Mejor fotografía                                  | Robbie Ryan                                                                    | Nominado      | [ 35 ]        |
| Asociación de Críticos de Cine de Chicago          | 12 de diciembre de 2023 | Mejor diseño de vestuario                         | Holly Waddington                                                               | Ganadora      | [ 35 ]        |
| Asociación de Críticos de Cine de Chicago          | 12 de diciembre de 2023 | Mejor banda sonora original                       | Jerskin Fendrix                                                                | Nominado      | [ 35 ]        |
| Asociación de Críticos de Cine de Chicago          | 12 de diciembre de 2023 | Mejor uso de efectos visuales                     | Pobres criaturas                                                               | Nominada      | [ 35 ]        |
| Premios de la Crítica Cinematográfica              | 14 de enero de 2024     | Mejor película                                    | Pobres criaturas                                                               | Nominada      | [ 36 ]        |
| Premios de la Crítica Cinematográfica              | 14 de enero de 2024     | Mejor director                                    | Yorgos Lanthimos                                                               | Nominado      | [ 36 ]        |
| Premios de la Crítica Cinematográfica              | 14 de enero de 2024     | Mejor actriz                                      | Emma Stone                                                                     | Ganadora      | [ 36 ]        |
| Premios de la Crítica Cinematográfica              | 14 de enero de 2024     | Mejor actor de reparto                            | Mark Ruffalo                                                                   | Nominado      | [ 36 ]        |
| Premios de la Crítica Cinematográfica              | 14 de enero de 2024     | Mejor guion adaptado                              | Tony McNamara                                                                  | Nominado      | [ 36 ]        |
| Premios de la Crítica Cinematográfica              | 14 de enero de 2024     | Mejor fotografía                                  | Robbie Ryan                                                                    | Nominado      | [ 36 ]        |
| Premios de la Crítica Cinematográfica              | 14 de enero de 2024     | Mejor montaje                                     | Yorgos Mavropsaridis                                                           | Nominado      | [ 36 ]        |
| Premios de la Crítica Cinematográfica              | 14 de enero de 2024     | Mejor diseño de vestuario                         | Holly Waddington                                                               | Nominada      | [ 36 ]        |
| Premios de la Crítica Cinematográfica              | 14 de enero de 2024     | Mejor diseño de producción                        | James Price y Shona Heath                                                      | Nominados     | [ 36 ]        |
| Premios de la Crítica Cinematográfica              | 14 de enero de 2024     | Mejor compositor de banda sonora                  | Jerskin Fendrix                                                                | Nominado      | [ 36 ]        |
| Premios de la Crítica Cinematográfica              | 14 de enero de 2024     | Mejor maquillaje                                  | Pobres criaturas                                                               | Nominado      | [ 36 ]        |
| Premios de la Crítica Cinematográfica              | 14 de enero de 2024     | Mejores efectos visuales                          | Pobres criaturas                                                               | Nominado      | [ 36 ]        |
| Premios de la Crítica Cinematográfica              | 14 de enero de 2024     | Mejor comedia                                     | Pobres criaturas                                                               | Nominada      | [ 36 ]        |
| Florida Film Critics Circle                        | 21 de diciembre de 2023 | Mejor actriz                                      | Emma Stone                                                                     | Finalista     | [ 37 ]        |
| Florida Film Critics Circle                        | 21 de diciembre de 2023 | Mejor actor de reparto                            | Mark Ruffalo                                                                   | Nominado      | [ 37 ]        |
| Florida Film Critics Circle                        | 21 de diciembre de 2023 | Mejor guion adaptado                              | Tony McNamara                                                                  | Ganador       | [ 37 ]        |
| Florida Film Critics Circle                        | 21 de diciembre de 2023 | Mejor dirección de arte y diseño de producción    | James Price y Shona Heath                                                      | Finalistas    | [ 37 ]        |
| Florida Film Critics Circle                        | 21 de diciembre de 2023 | Mejor fotografía                                  | Robbie Ryan                                                                    | Nominados     | [ 37 ]        |
| Florida Film Critics Circle                        | 21 de diciembre de 2023 | Mejores efectos visuales                          | Pobres criaturas                                                               | Nominados     | [ 37 ]        |
| Ghent International Film Festival                  | 21 de octubre de 2023   | Mejor película                                    | Pobres criaturas                                                               | Nominada      | [ 38 ]        |
| Ghent International Film Festival                  | 21 de octubre de 2023   | Premio Georges Delerue a la mejor música original | Jerskin Fendrix                                                                | Ganador       | [ 39 ]        |
| Premios Globo de Oro                               | 7 de enero de 2024      | Mejor película - Comedia o musical                | Pobres criaturas                                                               | Ganadora      | [ 40 ] [ 41 ] |
| Premios Globo de Oro                               | 7 de enero de 2024      | Mejor actriz - Comedia o musical                  | Emma Stone                                                                     | Ganadora      | [ 40 ] [ 41 ] |
| Premios Globo de Oro                               | 7 de enero de 2024      | Mejor actor de reparto                            | Willem Dafoe                                                                   | Nominado      | [ 40 ] [ 41 ] |
| Premios Globo de Oro                               | 7 de enero de 2024      | Mejor actor de reparto                            | Mark Ruffalo                                                                   | Nominado      | [ 40 ] [ 41 ] |
| Premios Globo de Oro                               | 7 de enero de 2024      | Mejor guion                                       | Tony McNamara                                                                  | Nominado      | [ 40 ] [ 41 ] |
| Premios Globo de Oro                               | 7 de enero de 2024      | Mejor director                                    | Yorgos Lanthimos                                                               | Nominado      | [ 40 ] [ 41 ] |
| Premios Globo de Oro                               | 7 de enero de 2024      | Mejor banda sonora                                | Jerskin Fendrix                                                                | Nominado      | [ 40 ] [ 41 ] |
| Premios Gotham                                     | 27 de noviembre de 2023 | Mejor largometraje internacional                  | Pobres criaturas                                                               | Nominada      | [ 42 ]        |
| IndieWire Critics Poll                             | 11 de diciembre de 2023 | Mejor película                                    | Pobres criaturas                                                               | Tercer lugar  | [ 43 ]        |
| IndieWire Critics Poll                             | 11 de diciembre de 2023 | Mejor director                                    | Yorgos Lanthimos                                                               | Tercer lugar  | [ 43 ]        |
| IndieWire Critics Poll                             | 11 de diciembre de 2023 | Mejor actuación                                   | Emma Stone                                                                     | Ganadora      | [ 43 ]        |
| IndieWire Critics Poll                             | 11 de diciembre de 2023 | Mejor fotografía                                  | Robbie Ryan                                                                    | Subcampeón    | [ 43 ]        |
| IndieWire Critics Poll                             | 11 de diciembre de 2023 | Mejor guion                                       | Tony McNamara                                                                  | Séptimo lugar | [ 43 ]        |
| La Roche-sur-Yon International Film Festival       | 22 de octubre de 2023   | Grand Prix du Jury                                | Pobres criaturas                                                               | Nominada      | [ 44 ]        |
| Asociación de Críticos de Cine de Los Ángeles      | 10 de diciembre de 2023 | Mejor director                                    | Yorgos Lanthimos                                                               | Subcampeón    | [ 45 ]        |
| Asociación de Críticos de Cine de Los Ángeles      | 10 de diciembre de 2023 | Mejor actuación protagonista                      | Emma Stone                                                                     | Ganadora      | [ 45 ]        |
| Asociación de Críticos de Cine de Los Ángeles      | 10 de diciembre de 2023 | Mejor fotografía                                  | Robbie Ryan                                                                    | Ganador       | [ 45 ]        |
| Asociación de Críticos de Cine de Los Ángeles      | 10 de diciembre de 2023 | Best Production Design                            | James Price y Shona Heath                                                      | Subcampeones  | [ 45 ]        |
| Miskolc International Film Festival                | 9 de septiembre de 2023 | Premio Emeric Pressburger al mejor largometraje   | Pobres criaturas                                                               | Nominada      | [ 46 ]        |
| National Board of Review                           | 6 de diciembre de 2023  | 10 Películas más Destacadas                       | Pobres criaturas                                                               | Ganadora      | [ 47 ]        |
| National Board of Review                           | 6 de diciembre de 2023  | Mejor actor de reparto                            | Mark Ruffalo                                                                   | Ganador       | [ 47 ]        |
| National Board of Review                           | 6 de diciembre de 2023  | Mejor guion adaptado                              | Tony McNamara                                                                  | Ganador       | [ 47 ]        |
| Festival Internacional de Cine de Palm Springs     | 4 de enero de 2024      | Premio Desert Palm Achievement - Actriz           | Emma Stone                                                                     | Ganadora      | [ 48 ]        |
| Festival Internacional de Cine de Santa Bárbara    | 11 de febrero de 2024   | Premio American Riviera                           | Mark Ruffalo                                                                   | Ganador       | [ 49 ]        |
| Asociación de Críticos de Cine de San Luis         | 17 de diciembre de 2023 | Mejor actriz                                      | Emma Stone                                                                     | Nominada      | [ 50 ]        |
| Asociación de Críticos de Cine de San Luis         | 17 de diciembre de 2023 | Mejor diseño de vestuario                         | Holly Waddington                                                               | Subcampeona   | [ 50 ]        |
| Asociación de Críticos de Cine de San Luis         | 17 de diciembre de 2023 | Mejor diseño de producción                        | James Price y Shona Heath                                                      | Subcampeones  | [ 50 ]        |
| Festival Internacional de Cine de Estocolmo        | 21 de noviembre de 2023 | Premio del Público                                | Pobres criaturas                                                               | Ganadora      | [ 51 ]        |
| Festival Internacional de Cine de Venecia          | 9 de septiembre de 2023 | León de Oro                                       | Yorgos Lanthimos                                                               | Ganador       | [ 52 ]        |
| Festival Internacional de Cine de Venecia          | 9 de septiembre de 2023 | Premio UNIMED – Mejor Película                    | Yorgos Lanthimos                                                               | Ganador       | [ 53 ]        |
| Asociación de Críticos de Cine de Washington D. C. | 10 de diciembre de 2023 | Mejor director                                    | Yorgos Lanthimos                                                               | Nominado      | [ 54 ]        |
| Asociación de Críticos de Cine de Washington D. C. | 10 de diciembre de 2023 | Mejor actriz                                      | Emma Stone                                                                     | Nominada      | [ 54 ]        |
| Asociación de Críticos de Cine de Washington D. C. | 10 de diciembre de 2023 | Mejor guion adaptado                              | Tony McNamara                                                                  | Nominado      | [ 54 ]        |
| Asociación de Críticos de Cine de Washington D. C. | 10 de diciembre de 2023 | Mejor fotografía                                  | Robbie Ryan                                                                    | Nominado      | [ 54 ]        |
| Asociación de Críticos de Cine de Washington D. C. | 10 de diciembre de 2023 | Mejor banda sonora original                       | Jerskin Fendrix                                                                | Nominado      | [ 54 ]        |
| Asociación de Críticos de Cine de Washington D. C. | 10 de diciembre de 2023 | Mejor diseño de producción                        | James Price y Shona Heath                                                      | Nominados     | [ 54 ]        |
| Premios de la Sociedad Internacional de Cinéfilos  | 10 de febrero de 2024   | Mejor película                                    | Pobres criaturas                                                               | Nominados     | [ 55 ]        |
| Premios de la Sociedad Internacional de Cinéfilos  | 10 de febrero de 2024   | Mejor actriz                                      | Emma Stone                                                                     | Nominada      | [ 55 ]        |
| Premios de la Sociedad Internacional de Cinéfilos  | 10 de febrero de 2024   | Mejor guion adaptado                              | Tony McNamara                                                                  | Nominado      | [ 55 ]        |
| Premios de la Sociedad Internacional de Cinéfilos  | 10 de febrero de 2024   | Mejor diseño de producción                        | Shona Heath, James Price y Zsuzsa Mihalek                                      | Nominados     | [ 55 ]        |

## Diferencias entre la película y la novela
- La obra original fue presentada en forma de manuscrito encontrado, de manera que el autor se presenta como el recopilador de una historia que recibía a través del testimonio y las cartas de los propios implicados. La novela es, así, una biografía de Archibald McCandless, renombrado como Max McCandles en la película de Yorgos Lanthimos.
- Al final del libro se encuentra una carta del personaje de Victoria, fechada el 1° de agosto de 1914 y enviada desde su hogar en el 18 Park Circus de Glasgow (Escocia). Se trata de una misiva fundamental, ya que desmiente toda la información recogida en el relato previo, fruto de la imaginación fantasiosa de su "pobre tonto marido", Archibald McCandles.
- Independientemente de su matrimonio infeliz, Victoria en ningún caso intentó suicidarse como denuncia Archibald en sus cartas, sirviendo de detonante para la historia de fantasía de su esposo. En la película se puede ver que Victoria se suicida en la primera escena.
- El procedimiento quirúrgico permitió que Victoria conociera a Godwin Baxter, al cual llegaría a calificar como "el único hombre al que llegué a amar de verdad". El doctor se negó a realizar la operación tras conocer la historia por completo, y terminó acogiendo a la joven que huía de sus desdichas.[56]